# Рай на Земле: Искусство исламских стран
Рай на Земле: Искусство исламских стран — выставка исламского искусства, проходившая в Сомерсет-Хаусе в Лондоне, Англия, с 25 марта по 22 августа 2004 года. Она состояла из двух коллекций: расположенной в Великобритании коллекции исламского искусства Халили (крупнейшей в мире частной коллекции исламского искусства) и коллекции Российского Эрмитажа.
На выставке был представлен широкий спектр изобразительного и декоративного искусства исламских стран, насчитывающий более тысячи лет. Среди работ были иллюминированные рукописи Корана, картины, изделия из металла, текстиля и керамики. Отзывы критиков были положительными, они хвалили красоту и разнообразие представленных произведений искусства.

## Предыстория
Эрмитаж в Санкт-Петербурге хранит крупнейшую в России государственную коллекцию исламского искусства. В 1920 году в музее был сформирован Отдел исламского Востока, и в это же десятилетие начали проводить выставки исламского искусства. С 2000 по 2007 год залы Эрмитажа в Сомерсет-Хаусе в Лондоне использовались для демонстрации экспонатов из коллекций музея.
Коллекция исламского искусства Халили собиралась британско-иранским учёным, коллекционером и филантропом сэром Нассером Дэвидом Халили на протяжении более четырёх десятилетий и является крупнейшей в мире частной коллекцией исламского искусства.

## Коллекция
Выставка заняла пять залов Института искусства Курто, расположенного в Сомерсет-Хаусе и включала произведения искусства VIII—XIX веков. Географически экспонаты варьировались от мусульманской Испании до Индии.

Рукописи Корана охватывали период с 8 по 16 века, показывая эволюцию стилей арабского письма и постепенное увеличение декоративного освещения и цвета. Среди них был лист из Голубого Корана X века, отличительной чертой которого являются золотые буквы на окрашенном синем велене.

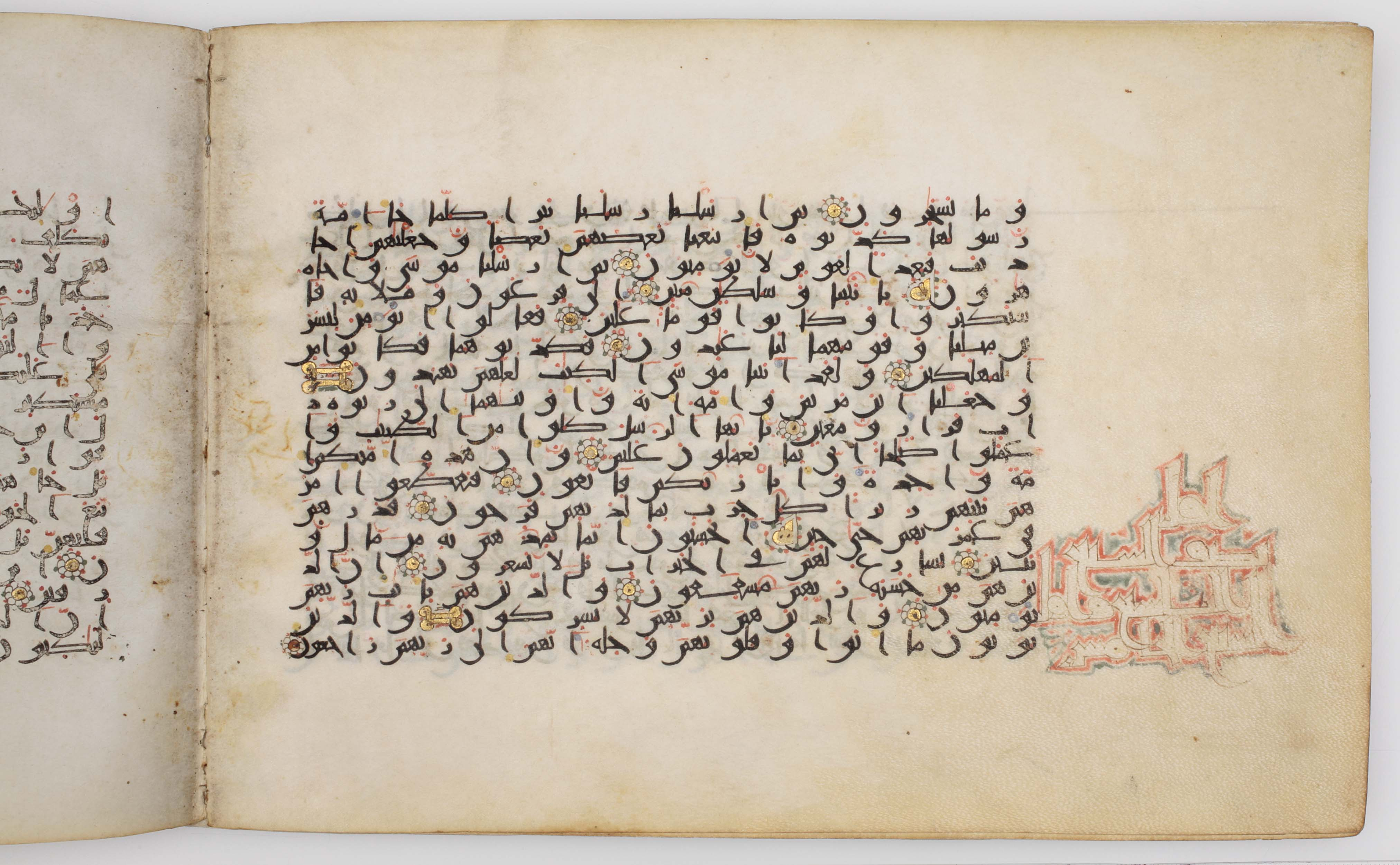
Продолговатый Коран, Палермо, датированный 372 г. эры Хиджры[англ.] (982–83 гг. н.э.)
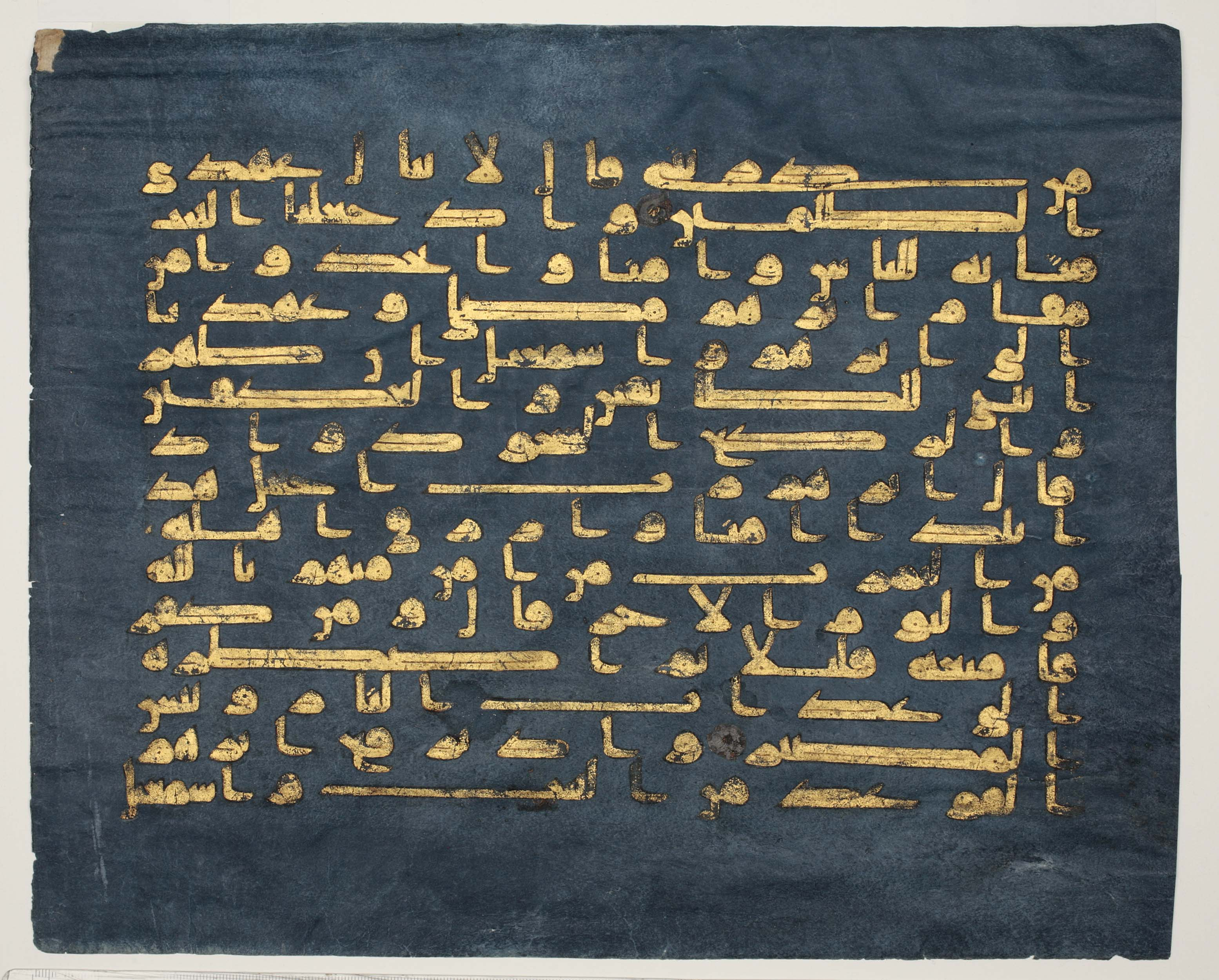
Лист из Голубого Корана, X век, Северная Африка или Испания.
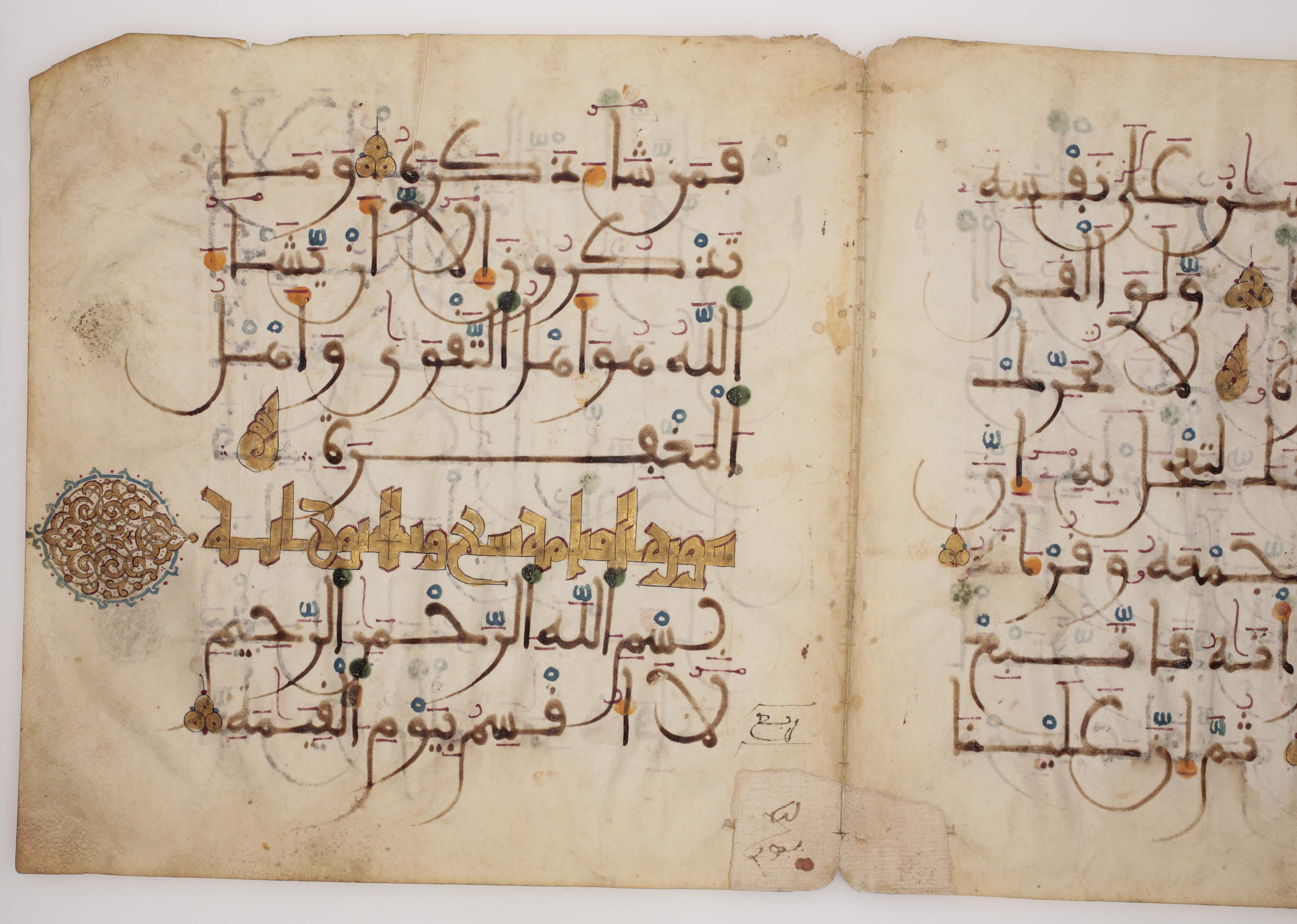
Коран, написанный чернилами и золотым Магрибским письмом[англ.] с использование акварели, Северная Африка, ок.1250–1350 гг. н.э.
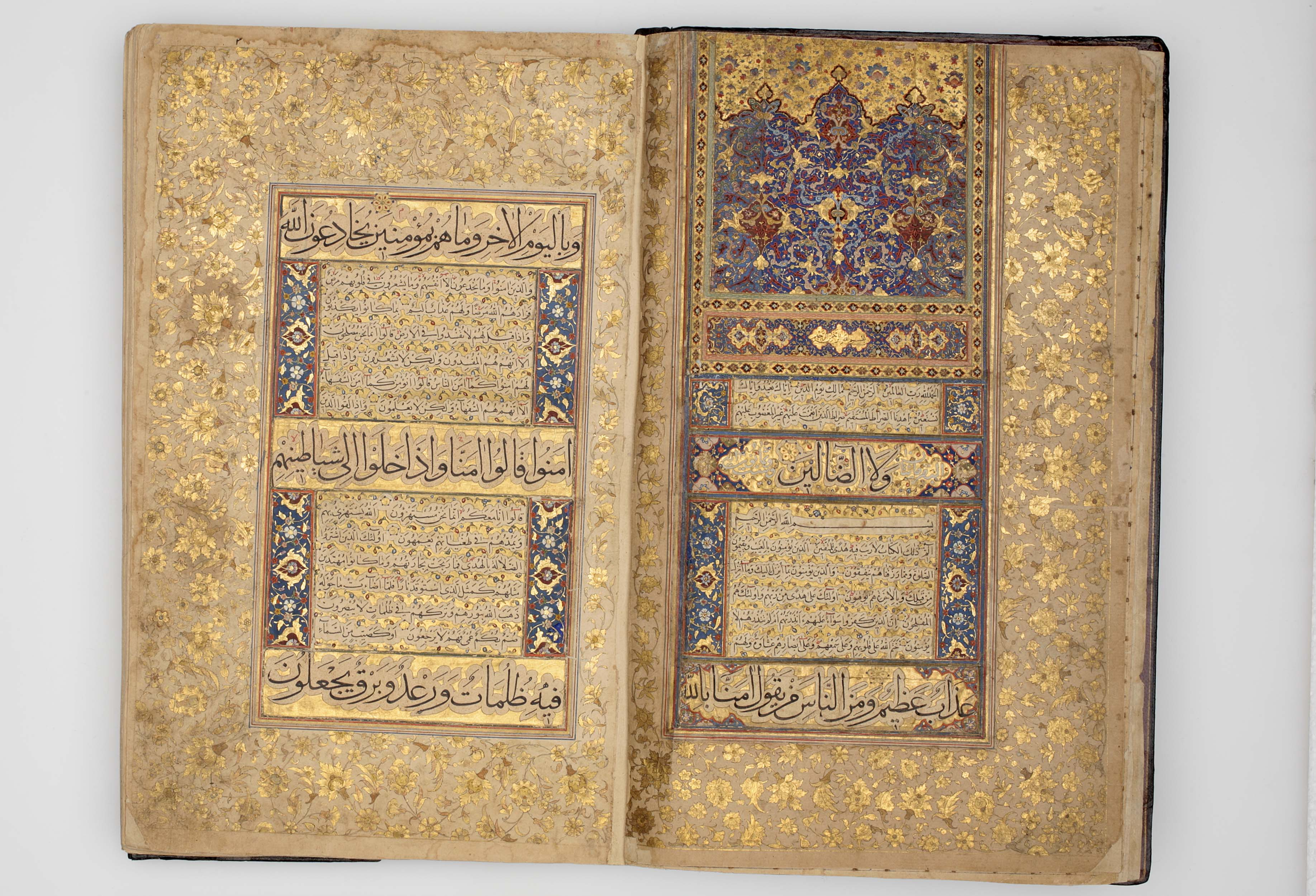
Коран Великих Моголов второй половины XVI века.

Помимо фриттовых и глиняных чаш, в коллекции керамики были представлены керамические плитки, украшенные каллиграфией. На наборе плиток из храма в Варамине был написан текст с геометрическими узорами, в том числе цитаты из Корана, персидского эпоса «Шахнаме» и романтической поэмы «Лейли и Маджнун».

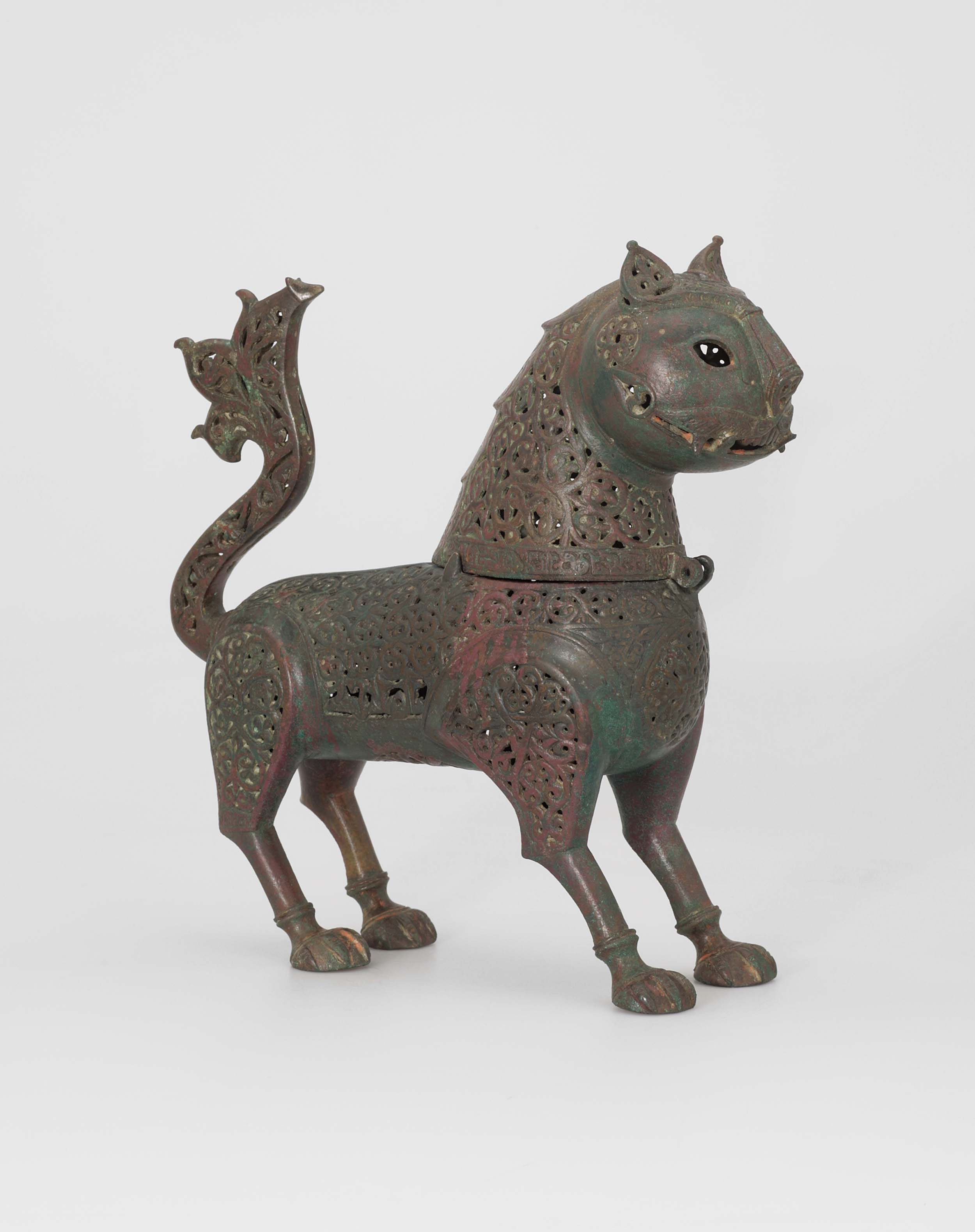
Курильница или помандер в форме рыси, Иран конца XII или начала XIII века.

Хотя существует традиционный мусульманский запрет на изготовление сосудов из серебра или золота, он не всегда соблюдался, о чём свидетельствуют два позолоченных серебряных блюда VII—IX веков, на которых изображён лев, нападающий на быка, и принц, убивающий львов. Другие изделия из металла включали курильницы и сосуды для воды в форме животных, а также два литых латунных/бронзовых ведра XII и XIII веков, украшенных придворными сценами и фантастическими существами из меди, серебра и золота.
Среди представленного текстиля были фелони (облачения), изготовленные в Османской Турции для Православной церкви, а также молитвенные коврики. Чёрная сатиновая панель, вышитая золотой и серебряной нитью, составляла часть хизама — пояса вокруг верхней части Каабы. Талисманическая рубашка 17-го или 18-го века, украшенная девяносто девятью именами Бога в исламе и цитатами из Корана, была сделана для дервиша, последователя Ясави.
Коллекция картин включала в себя миниатюры Великих Моголов, персидские картины XVIII и XIX веков, а также портреты из Индии и Ирана. Среди них была «Муса ва Удж», картина XV века, на которой изображены Моисей, Иисус и Мухаммед. Многие из фигуральных картин были созданы очень влиятельным придворным миниатюристом 17 века Резой Аббаси или художниками, обучавшимися или находившимися под его влиянием, в том числе Муином Мусаввиром.
В июне произошла замена одного раздела выставки. В целях консервации 17 картин из собрания Эрмитажа были сняты с экспозиции и заменены 26 произведениями из коллекции Халили. Новые экспонаты включали пять фолиантов из иллюстрированного «Шахнаме Хоутона».

Другие представленные коллекции включали стекло (две лампы для мечети) и камень, в том числе стелу Великих Моголов с вырезанной на ней шахадой и Аятом аль-Курси.

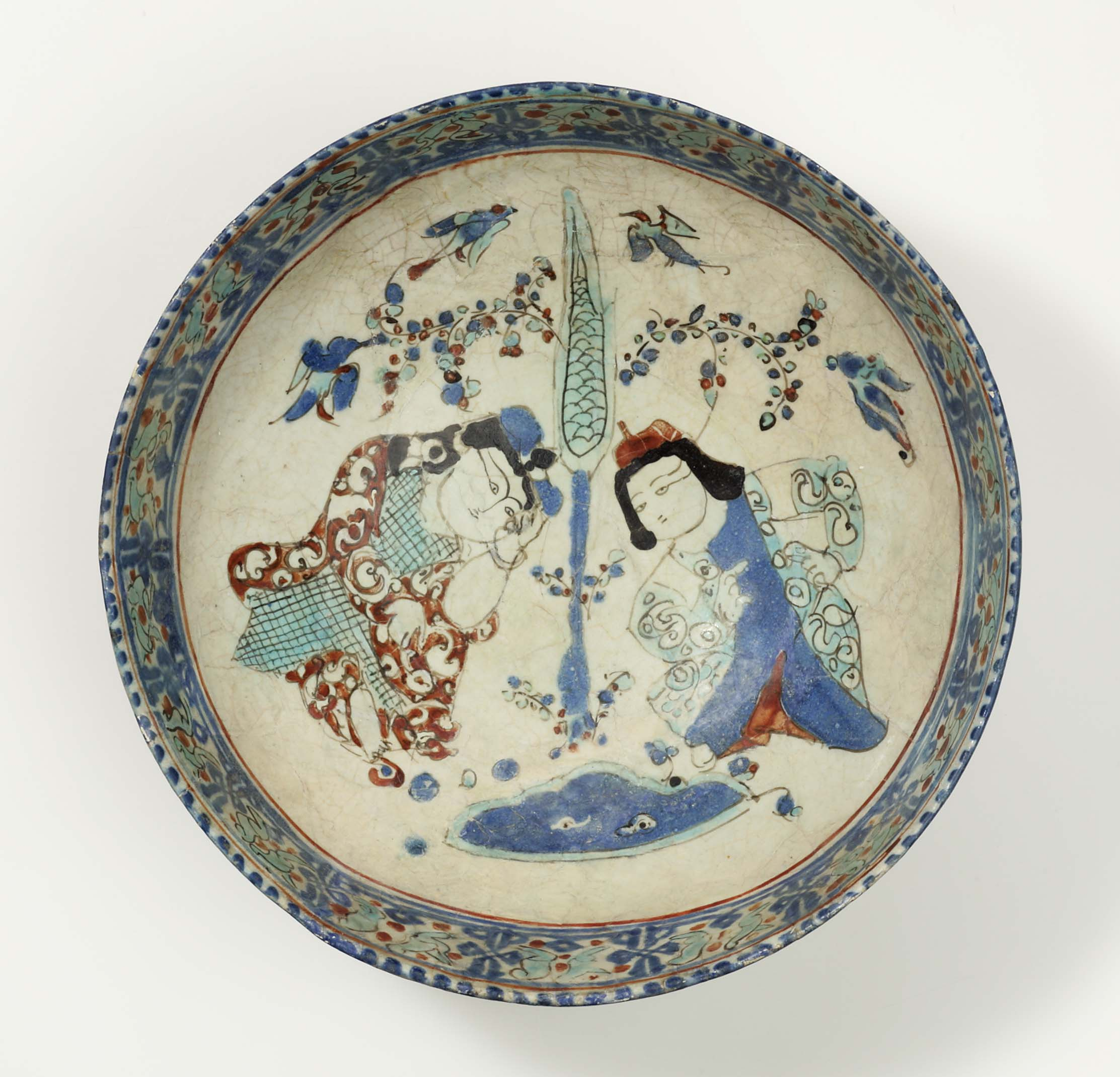
Чаша из каменной пасты, украшенная красной и чёрной эмалью, ок.1200 Иран
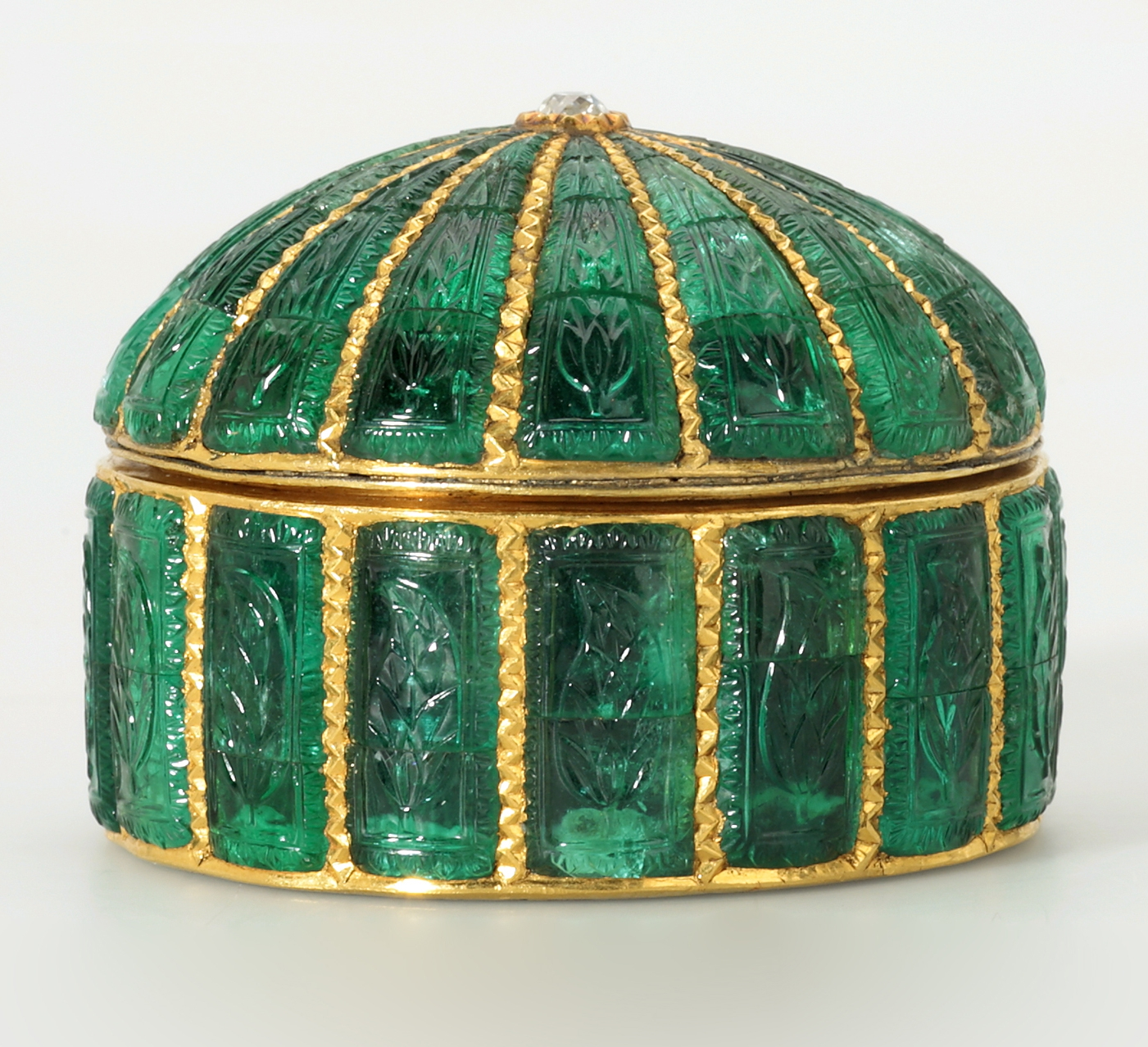
Изумрудная коробочка, ок.1635 Могольская империя
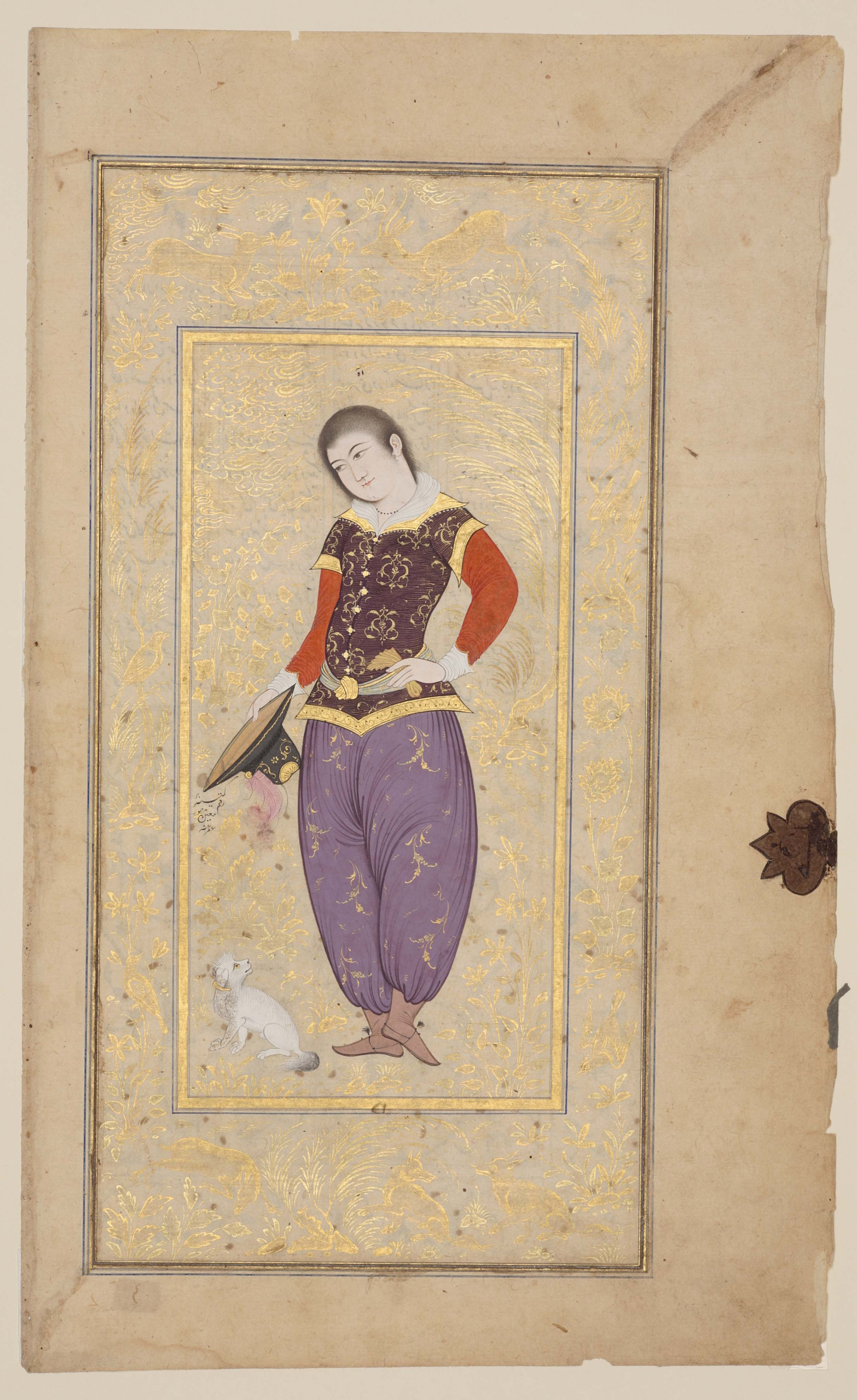
Картина Муина Мусаввира с изображением юноши в европейском платье, 1648 г.
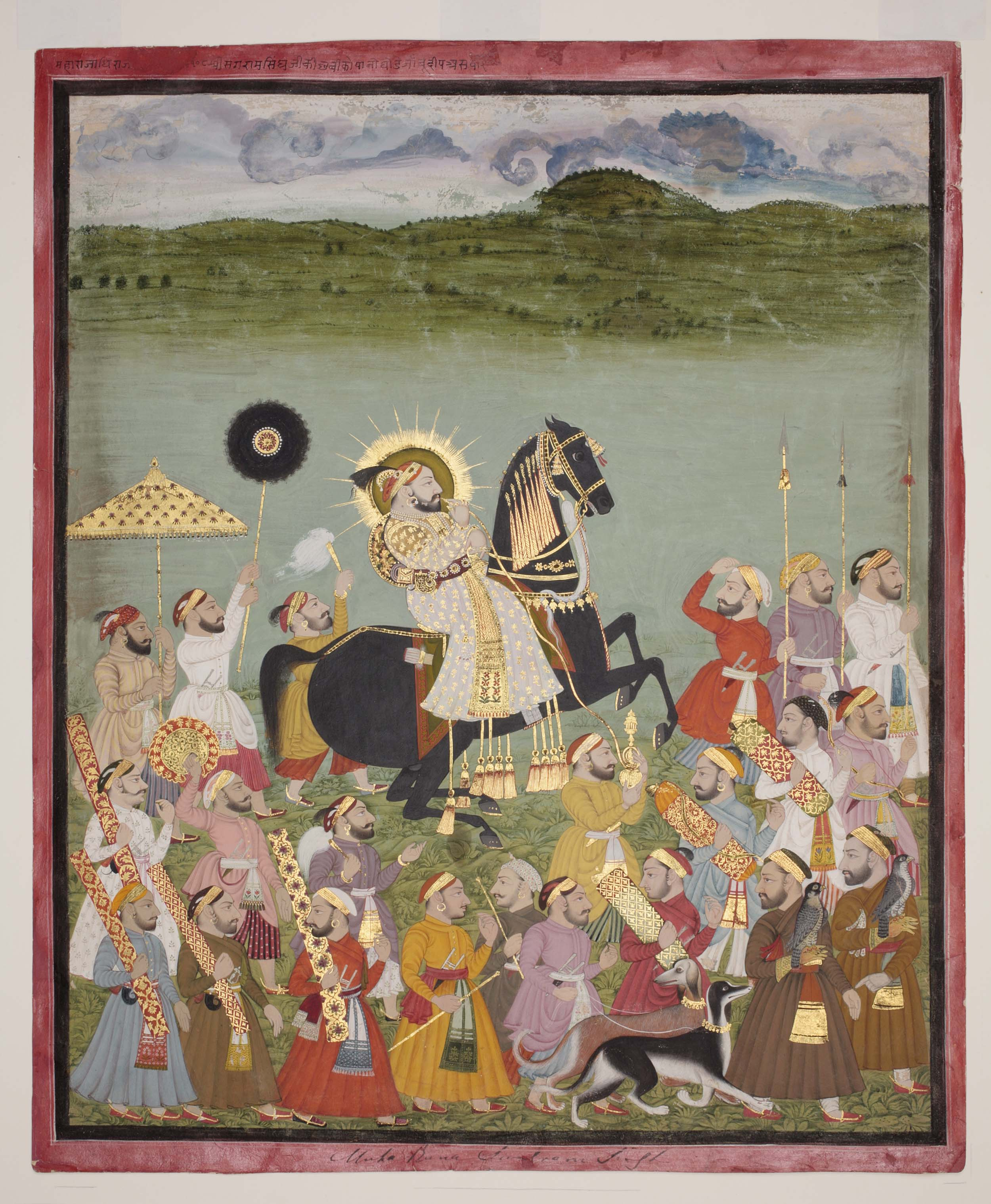
Махарана Санграм Сингх из Мевара[англ.] на охоте на своём коне Джамбудвипе; 1720-е годы Индия

## Реакция и наследие

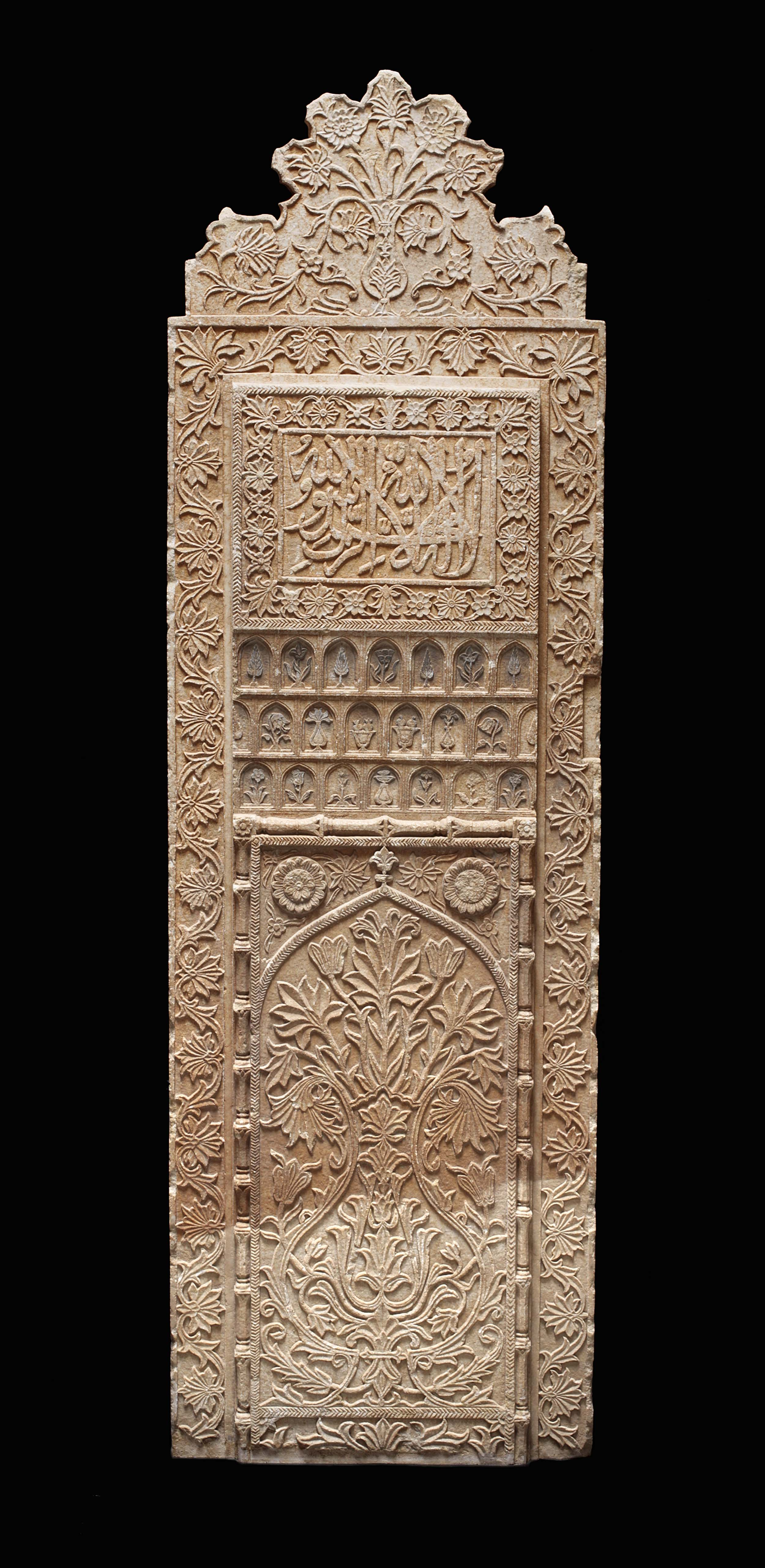
Мраморная стела с высеченной шахадой, Могольская империя, 17 век.

Питер Кэмпбелл в London Review of Books описал выставку, которая была небольшой, но всё же «охватывает огромный диапазон времени и территории». Он отметил, что большинство посетителей выставки не смогут прочитать тексты, но всё равно смогут оценить мастерство каллиграфии. Для Эндрю Грэма-Диксона из Sunday Telegraph выставка показала общие темы между мусульманской и западной духовностью и культурой. Он описал рукописные фолианты Корана как «движущиеся и красивые объекты», которые на удивление хорошо вписались в контекст художественной галереи. Для газеты Evening Standard Ник Хакворт описал «Рай на Земле» как «самую значительную выставку исламского искусства в Лондоне за почти три десятилетия», высоко оценив, в частности, «гипнотическую красоту» украшенных рукописей Корана.
В обзоре The Guardian Джонатан Джонс охарактеризовал выставленные экспонаты как «красивые» и посоветовал: «Каждый должен смотреть на искусство ислама. Оно разрушает все стереотипы, включая идею о том, что ислам одинаков во всех временах и местах». В то же время он заявил, что западная практика показа религиозных предметов на художественных выставках, которые может посетить каждый, может рассматриваться как предательство культурной традиции, в которой религия играет важную роль.
Тара Пеппер из Newsweek была удивлена тем, насколько искусство носит светский характер. Она описала выставку как реконструкцию «разнообразных фрагментов великолепной культуры». В газете Antiques Trade Gazette говорится, что рай на Земле «[упаковал] богатство истории» в пять комнат и «[это] определённо стоит увидеть».
В Financial Times описали выставкку как «чувственный праздник», сочетающий в себе богатство светских лидеров и абстракцию исламского религиозного искусства. The Spectator также отметил контраст между роскошью и строгостью, назвав выставку в целом свежей и последовательной.

### Публикации
Каталог под редакцией Михаила Пиотровского и Дж. М. Роджерса был опубликован издательством Prestel Publishing.